# Reguina Kulikova
Reguina Aleksándrovna Kulikova (en ruso: Регина Александровна Куликова) (Almatý, Unión Soviética, 30 de enero de 1989) es una tenista rusa, aunque nacida en la actual Kazajistán.